# Governo provvisorio di Luigi XVI
Il governo provvisorio di Luigi XVI è stato il primo e unico governo del Regno di Francia sotto la monarchia costituzionale, in carica dal 29 novembre 1791 al 10 agosto 1792. Fu il primo governo francese a giurare fedeltà al Parlamento, l'Assemblea nazionale legislativa. Guidato personalmente da re Luigi XVI, al quale la Costituzione francese del 1791 aveva riconosciuto il potere esecutivo, il diritto di veto con sanzione regia e l'inviolabilità, si formò il 29 novembre 1791, dopo lo scioglimento del Governo Saint-Hérem, previsto dalla Costituzione stessa. 
Il governo, nemico del parlamento stesso, in cui era forte la componente repubblicana e montagnarda, sostenitore della monarchia costituzionale pura e, da parte del re, del diritto divino e alleato probabilmente ma segretamente con le potenze straniere, con le quali Luigi XVI e Maria Antonietta erano da sempre in segreto contratto epistolare per schiacciare la rivoluzione e restaurare l'ancien régime, fu rovesciato il 10 agosto 1792 da parte del nuovo parlamento, la Convenzione nazionale in seguito alla presa delle Tuileries, e sostituito da un governo provvisorio. 
Successivamente la Convenzione proclamerà la nascita della Prima Repubblica francese, deponendo il re, il 21 settembre. Il re deposto morirà sotto la ghigliottina l'anno successivo, il 21 gennaio 1793.
| Presidenza                                       | Presidenza | Presidenza                                             | Presidenza                                     | Presidenza | Presidenza |
| Segretariato                                     | Titolare   | Titolare                                               | Titolare                                       | Partito    | Partito    |
| ------------------------------------------------ | ---------- | ------------------------------------------------------ | ---------------------------------------------- | ---------- | ---------- |
| Capo del governo (de facto)                      |            | carica non assegnata                                   | funzioni esercitate da re Luigi XVI di Francia | -          |            |
| Ministri                                         |            |                                                        |                                                |            |            |
| Segretariato                                     | Titolare   | Titolare                                               | Titolare                                       | Partito    |            |
| Ministro della Giustizia e Guardiano dei Sigilli |            | carica non assegnata                                   | fino al 23 marzo 1792                          |            |            |
| Ministro della Giustizia e Guardiano dei Sigilli |            | Jean-Marie Roland de La Platière                       | dal 23 marzo 1792 al 12 aprile 1792            | Girondini  |            |
| Ministro della Giustizia e Guardiano dei Sigilli |            | Antoine Duranthon                                      | dal 12 aprile 1792 al 4 luglio 1792            | Girondini  |            |
| Ministro della Giustizia e Guardiano dei Sigilli |            | Étienne de Joly                                        | dal 4 luglio 1792                              | Foglianti  |            |
| Ministro degli affari interni                    |            | Bon-Claude Cahier de Gerville                          | fino al 24 marzo 1792                          | Girondini  |            |
| Ministro degli affari interni                    |            | Jean-Marie Roland de La Platière                       | dal 24 marzo 1792 al 13 giugno 1792            | Girondini  |            |
| Ministro degli affari interni                    |            | Jacques-Antoine Mourgue                                | dal 13 giugno 1792 al 18 giugno 1792           | Foglianti  |            |
| Ministro degli affari interni                    |            | Antoine-Marie-René de Terrier de Monciel               | dal 18 giugno 1792 al 17 luglio 1792           | Pianura    |            |
| Ministro degli affari interni                    |            | Étienne de Joly                                        | dal 17 luglio 1792 al 21 luglio 1792           | Foglianti  |            |
| Ministro degli affari interni                    |            | Anne Clément Félix Champion de Villeneuve              | dal 21 luglio 1792                             | Foglianti  |            |
| Ministro degli affari esteri                     |            | Claude Antoine de Valdec de Lessart                    | fino al 15 marzo 1792                          | Pianura    |            |
| Ministro degli affari esteri                     |            | Charles François Dumouriez                             | dal 15 marzo 1792 al 13 giugno 1792            | Girondini  |            |
| Ministro degli affari esteri                     |            | Pierre-Paul de Mérédieu                                | dal 13 giugno 1792 al 18 giugno 1792           | Pianura    |            |
| Ministro degli affari esteri                     |            | Victor-Scipio-Charles-Auguste de La Garde de Chambonas | dal 18 giugno 1792 al 1º agosto 1792           | Foglianti  |            |
| Ministro degli affari esteri                     |            | Claude Bigot de Sainte-Croix                           | dal 1º agosto 1792                             | Foglianti  |            |
| Ministro della guerra                            |            | Louis Marie Narbonne Lara                              | fino al 9 marzo 1792                           | Foglianti  |            |
| Ministro della guerra                            |            | Pierre Marie de Grave                                  | dal 9 marzo 1792 al 9 maggio 1792              | Foglianti  |            |
| Ministro della guerra                            |            | Joseph Servan                                          | dal 9 maggio 1792 al 13 giugno 1792            | Girondini  |            |
| Ministro della guerra                            |            | Charles François Dumouriez                             | dal 13 giugno 1792 al 18 giugno 1792           | Girondini  |            |
| Ministro della guerra                            |            | Pierre Auguste Lajard                                  | dal 18 giugno 1792 al 23 luglio 1792           | Foglianti  |            |
| Ministro della guerra                            |            | Charles-Xavier de Francqueville d'Abancourt            | dal 23 luglio 1792                             | Pianura    |            |
| Ministro della marina e delle colonie            |            | Antoine François Bertrand de Molleville                | fino al 16 marzo 1792                          | Pianura    |            |
| Ministro della marina e delle colonie            |            | Jean de Lacoste                                        | dal 16 marzo 1792 al 21 luglio 1792            | Pianura    |            |
| Ministro della marina e delle colonie            |            | François-Joseph de Gratet                              | dal 21 luglio 1792                             | Pianura    |            |
| Ministro delle finanze                           |            | Louis-Hardouin Tarbé                                   | fino al 24 marzo 1792                          | Foglianti  |            |
| Ministro delle finanze                           |            | Étienne Clavière                                       | dal 24 marzo 1792 al 13 giugno 1792            | Girondini  |            |
| Ministro delle finanze                           |            | Antoine Duranthon                                      | dal 13 giugno 1792 al 18 giugno 1792           | Girondini  |            |
| Ministro delle finanze                           |            | Jules-Émile-François Hervé de Beaulieu                 | dal 18 giugno 1792 al 29 luglio 1792           | Pianura    |            |
| Ministro delle finanze                           |            | René Le Roulx de La Ville                              | dal 29 luglio 1792                             | Pianura    |            |